# Coenophlebia magnifica
Coenophlebia magnifica är en fjärilsart som beskrevs av Hans Fruhstorfer 1915. Coenophlebia magnifica ingår i släktet Coenophlebia och familjen praktfjärilar. Inga underarter finns listade i Catalogue of Life.